# Third Eye (Redd Kross)
Third Eye è il terzo album in studio di Redd Kross. È stato pubblicato dalla Atlantic Records il 14 settembre 1990. Include "Annie's Gone", che ha raggiunto il numero 16 nella classifica dei brani alternativi di Billboard. La donna nuda mascherata sulla copertina dell'album è Sofia Coppola. Il chitarrista della band Robert Hecker ha fornito la voce in "1976", facendo una rappresentazione di Paul Stanley, che ha portato le persone a credere che Stanley cantasse.
Alex Henderson di AllMusic ha dato all'album 4,5 stelle su 5, dicendo: "Mentre alcuni appassionati di punk mancavano al vecchio Kross, questo album decente ma non eccezionale dimostra che la band era ancora utile all'alba degli anni '90". Greg Sandow di Entertainment Weekly ha dato all'album un voto con B, dicendo: "I loro echi inquietanti degli anni '60 devono essere presi con una montagna o due di ironia, che - presa la tua scelta - dà profondità all'album, oppure pesa l'incantevole gruppo di piccole melodie con più significato di quanto loro possano sopportare facilmente."

## Tracce
1. The Faith Healer – 3:52
2. Annie's Gone – 3:36
3. I Don't Know How to Be Your Friend – 3:55
4. Shonen Knife – 3:22
5. Bubblegum Factory – 2:50
6. Where I Am Today – 5:03
7. Zira (Call Out My Name) – 4:09
8. Love Is Not Love – 4:32
9. 1976 – 3:44
10. Debbie & Kim – 4:01
11. Elephant Flares – 4:03